# Mosuso Yama
Mosuso Yama är en kulle i Antarktis. Den ligger i Östantarktis. Norge gör anspråk på området. Toppen på Mosuso Yama är 2 098 meter över havet.
Terrängen runt Mosuso Yama är platt åt nordost, men åt sydväst är den kuperad. Trakten är obefolkad. Det finns inga samhällen i närheten.